# Comitatul Pulaski, Indiana
Comitatul Pulaski, conform originalului din limba engleză, Pulaski County, este unul din cele 92 de comitate ale statului Indiana. Fondat în 1839, comitatul a fost numit în onoarea lui Kazimierz Pułaski, adeseori scris Casimir Pulanski (1745 – 1779), erou militar polonez-american considerat tatăl cavaleriei americane din timpul războiului de independență al Statelor Unite. Codul FIPS al comitatului este 18 - 131, iar sediul său este localitatea Winamac.

## Demografie
|  | Graficele sunt indisponibile din cauza unor probleme tehnice. Mai multe informații se găsesc la Phabricator și la wiki-ul MediaWiki. |

Date: Wikidata - grafică realizată de Wikipedia